# Cecilia von Haugwitz
Cecilia von Haugwitz (* 1509 oder 1510 in Kleeberg, Kurfürstentum Sachsen; † Oktober 1571 ebenda) war die letzte Äbtissin des Benediktinerinnenklosters von St. Georg in Leipzig. Sie legte 1541 ihr Amt nieder, um sich der evangelischen Konfession anzuschließen.

## Leben
Haugwitz war die Tochter des Georg von Haugwitz (1458–1528) und seiner Frau Christine, geborene Pflug. Sie hatte mindestens zwei ältere Brüder und sechs Schwestern. Vier dieser Schwestern sind durch Heiraten mit anderen Adligen bekannt; die drei Geschwister Agnis, Brigitta und Cecilia wurden frühzeitig ins Kloster gegeben, wo sie geistlich erzogen wurden. Im Alter von drei Jahren wurde Cecilia in das Nonnenkloster gegeben, wo sie in der Klosterschule in Schreiben, Lesen, Latein, Rechnen, liturgischem Gesang und textilem Handwerk unterrichtet wurde. Haugwitz legte im Lauf der nächsten zwei Jahrzehnte alle Klostergelübde ab und wurde erst vollberechtigte Konventualin und schließlich im Jahr 1537 Nachfolgerin der Äbtissin Margareta Pflug, welche von ihrem Amt zurückgetreten war. Durch ihr umfängliches Schrifttum ist Haugwitz eine von nur wenigen Nonnen des Klosters, deren Lebensweg rekonstruierbar blieb.

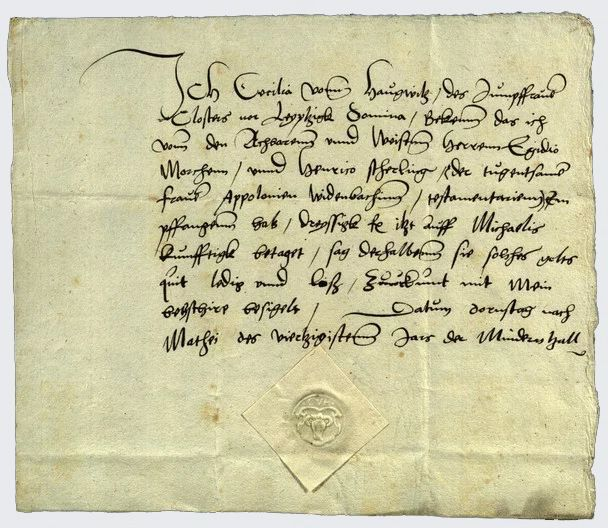
Ihre Handschrift,
Beginn des Abdankungsschreibens

Ihr Leben war geprägt durch täglichen Chor-, Gebets- und Memorialdienst in der Klosterkirche. Als Äbtissin übernahm sie Verwaltung und Gerichtsbarkeit des Klosters und dessen Güter. Ihrer Organisation oblagen das klösterliche Gerichtsbuch, Vormundschaften, Lehnsübertragungen, Erbschaftsstreitigkeiten und Güterverkäufe. Sie empfing Gäste und genoss bestimmte Privilegien, darunter auch eigene Bedienstete. Als ihren Vertreter benannte sie einen Klosterpropst, der auch die Aufsicht über die Dienstleute innehatte. Aus den Beschwerden der jungen Äbtissin nach Merseburg geht jedoch hervor, dass es dem Kloster wirtschaftlich schlecht ging: Familien der Klosterfrauen verweigerten die zugesagten Unterhaltszahlungen; das Gesinde sei ungehorsam und unfähig. Ihr erstes Rücktrittsgesuch von 1538 blieb erfolglos. Als im Folgejahr die Reformation in Leipzig eingeführt wurde, bat Cecilia erneut um ihre Amtsenthebung, nun bei den landesherrlichen Beauftragten. Sie begründete dies neben der unhaltbaren wirtschaftlichen Lage auch mit ihrer eigenen Suche nach dem richtigen Glauben und dem unfreiwilligen Klostereintritt im Kindesalter. Anfang des Jahres 1541 verließen die drei Geschwister Agnis, Brigitta und Cecilia das Kloster St. Georg, von ihren geistlichen Verpflichtungen entbunden und mit einer Abfindungssumme von insgesamt 600 Gulden. Damit gehörten sie zu den ersten Nonnen in Leipzig, die diesen Schritt unternahmen; acht weitere Nonnen folgten ihnen. Der Klosterbetrieb wurde zunächst durch einen weltlichen Verwalter aufrechterhalten, dann wieder von der Priorin Magdalena von Erdmannsdorf, die aber nicht zur Äbtissin aufstieg. 1543 verblieben immer noch 28 Nonnen in St. Georg, dann ließ die Stadt Leipzig das Kloster aufkaufen, zwangsräumen und abreißen.
Die ehemalige Äbtissin und ihre Schwestern wurden zunächst von ihrem Bruder, Tietz von Haugwitz zu Mölbis (um 1498–1545), aufgenommen und kamen auf dem Rittergut in Kleeberg unter. Nach Tietz’ Tod übernahm Heinrich Hildebrand von Einsiedel (1497–1557) die Vormundschaft über die mit ihm verschwägerten Schwestern. Brigitta von Haugwitz ist nur bis 1543 belegt; Agnis von Haugwitz noch bis 1566. Cecilia und Agnis von Haugwitz standen in regem Schriftverkehr, organisierten Teile der Familiengüter und traten als Stifterinnen für die örtliche Pfarrkirche und Schule in Erscheinung.

## Nachweise
- Antje J. Gornig: Leipziger Frauenporträts: Cecilia von Haugwitz (verfasst 2017; abgerufen am 6. Juni 2024)

| Personendaten    | Personendaten                                    |
| ---------------- | ------------------------------------------------ |
| NAME             | Haugwitz, Cecilia von                            |
| KURZBESCHREIBUNG | letzte Äbtissin des Klosters St. Georg (Leipzig) |
| GEBURTSDATUM     | 1509 oder 1510                                   |
| GEBURTSORT       | Kleeberg, Kurfürstentum Sachsen                  |
| STERBEDATUM      | Oktober 1571                                     |
| STERBEORT        | Kleeberg, Kurfürstentum Sachsen                  |